# 馬西莫·里沃拉
馬西莫·里沃拉（義大利語：Massimo Rivola，1971年12月7日—） 是一名意大利赛车运动官员，也是MotoGP中Aprilia车队的体育总监。

## 职业生涯
1996年，里沃拉从博洛尼亚大学经济与商业专业毕业。1998年，他在米纳尔迪车队的营销部门开始了一级方程式生涯。2000年，他成为这支来自法恩扎的车队的赞助商，两年后，他被任命为营销经理。
2003年，里沃拉被任命为米纳尔迪车队副经理，两年后，他成为运动总监和车队经理。在米纳尔迪被红牛收购并随后更名为红牛二队后，他于2006年至2008年继续留在法恩扎担任车队经理。
2009年，里沃拉来到法拉利车队担任体育总监，与费尔南多·阿隆索和塞巴斯蒂安·维特尔等车手共事。2016年，他成为法拉利车手学院的院长，为夏尔·勒克莱尔在顶级系列赛中的表现做出了贡献。
2019年，里沃拉在法拉利车队工作了十年后离开法拉利和F1，前往MotoGP，担任Aprilia车队的首席执行官。